# Vanzoliniella
Vanzoliniella is een geslacht van rechtvleugeligen uit de familie krekels (Gryllidae). De wetenschappelijke naam van dit geslacht is voor het eerst geldig gepubliceerd in 1994 door de Mello & Cezar dos Reis.

## Soorten
Het geslacht Vanzoliniella  is monotypisch en omvat slechts de volgende soort:
- Vanzoliniella sambophila (de Mello & Cezar dos Reis, 1994)